# 山田由起子
山田 由起子（やまだ ゆきこ、1961年12月8日 - ）は、日本の女優、歌手。旧芸名及び本名は山田 由紀子（読み同じ）。平田崑プロモーションに所属していた。

## 略歴
静岡県焼津市出身。焼津市立小川中学校、焼津高等学校在学時には体操部に所属。得意種目は床運動で、中学生時代に床運動で県大会で5位入賞した実績あり。また地元の教育委員会による子供会では、代表としてボランティア活動、レクリエーション活動等に従事していた。
高校卒業と同時に上京。ある日大好きな国広富之の所属事務所を訪れ、国広は不在だったが、そこに居た事務所の社長にスカウトされ、芸能界デビュー。約2,000人の中から化粧品「エクボ」のイメージガールに選ばれ、同商品のCMモデルに起用された。商品名通りの印象的なえくぼから、「エクボ」のCMソングも歌っていたと勘違いされるエピソードがある。実際に歌っていたのは松田聖子であったが、CM放送当時の松田はデビュー間もない新人で知名度が低かったこともあり、山田と松田の2人で行ったサイン会では山田の方に長蛇の列ができ、松田の前には誰も並ばずに「あの娘は誰？」というような目で見られるという出来事も起きている。
その後は女優としてテレビドラマを中心に活動。1982年には歌手としても活動した。
レッドビッキーズで野川信一（ジュク）役を演じた増田康好によると、山田は引退していて、表舞台に出るつもりはないのこと。

## 活動歴

### CM
- 資生堂 エクボシリーズ
- イズミヤ（1982年）
- ニッポンレンタカー（1986年）
- ヤマハ自動ピアノ (1987年）

### テレビドラマ
- 青春諸君!夏（1980年、TBS） - 杉下マリ 役
- それゆけ!レッドビッキーズ（1981年 - 1982年、テレビ朝日 → 朝日放送） - 高原樹理 役。物語序盤の主役・星野ゆかりを演じた斉藤とも子より主演を引き継ぐ。
- 西部警察（1982年、テレビ朝日） - 河合マリ子 役。第111話 - 第114話の4話分のみに出演。
- 大江戸捜査網 第3シリーズ（1982年 - 1983年、テレビ東京） - 隠密同心・疾風のおせん 役。当初はオープニングクレジットに山田由紀子と記されていたが、途中から山田由起子表記になる。
- 欽ちゃんのちゃーんと考えてみてネ!（日本テレビ）[3]
- 火曜サスペンス劇場 臨床心理士 7（2002年、日本テレビ）[8]

### レコード
いずれも山田由紀子名義でテイチクレコード・ユニオンレーベルより発売。このうち「ルージュの気持ち」は、1998年にテイチクエンタテインメントから発売されたオムニバスCD『Forever and ever〜永遠のアイドル〜』のDisc1にも収録されている。
- ルージュの気持ち/やさしくLOVE ME（1982年1月25日発売、作詞曲：L.Laverman、J.Grriffoen、日本語詞：麻木かおる、編曲：梅垣達志）
- 夏の絵葉書/風のリボン（1982年5月25日発売、作詞：麻木かおる、作曲：伊藤薫、編曲：梅垣達志）
- YESTERDAY 恋にサヨナラ/わかってナ・イ・ネ（1982年11月21日発売、作詞：麻木かおる、作曲：GaryLanzalotti、前田保、編曲：戸塚修）